# Jean Levi
Jean Levi, nacido el 3 de marzo de 1948, es un orientalista francés, especialista de China y del pensamiento chino.

## Biografía
Jean Levi trabaja principalmente sobre los sistemas de representación en la China antigua. Ha publicado varios ensayos sobre el taoísmo y la religión popular, y también traducciones de grandes clásicos chinos.
Es director de investigación en el CNRS. Ha sido profesor en las universidades de París, Burdeos, Ginebra y Montreal.
Es nieto del científico italiano Giuseppe Levi, sobrino de la escritora italiana Natalia Ginzburg y primo del historiador Carlo Ginzburg.

### Sobre los Guerreros de terracota
En el primer capítulo, titulado « Le Grand Empereur et les guerriers d'argile », de su libro La Chine est un cheval et l'univers une idée, Jean Levi afirma que los Guerreros de terracota son una falsificación. Desarrolla así una tesis que ya había sido expuesta por Guy Debord, el periodista Jean Leclerc du Sablon y el diplómata y sinólogo suizo Térence Billeter. Jean Levi explica en detalle su pensamiento sobre este asunto en una entrevista con Alessandro Mercuri, Un mythe aux mains d'argile.

## Publicaciones
- Le Grand empereur et ses automates, Albin Michel, 1985.
- Le rêve de Confucius, Albin Michel, 1989.
- Les Fonctionnaires divins. Politique, despotisme et mystique en Chine ancienne, Le Seuil, 1989.
- Le Fils du ciel et son annaliste, Gallimard, 1992.
- La Chine romanesque. Fictions d'Orient et d'Occident, Le Seuil, 1995.[8]
- Confucius, Pygmalion, 2002.
- Les vieux campeurs et autres nouvelles, Fayard, 2002.
- Propos intempestifs sur le Tchouang-Tseu, Allia, 2003.
- Tchouang-Tseu, maître du Tao, Pygmalion, 2006.
- Hiérarchie et sacrifice en Chine ancienne, Société d'ethnologie "Conférence Eugène Fleischmann", 2007.
- Ho-Kouan Tseu. Précis de domination par Le Maître à la crête de faisan, Allia, 2008.
- Corps dolents lettrés y Le Papillon et le Mandarin. Dos capítulos del libro Les Trois rêves du mandarin, catálogo de la exposición, Bruselas, 22 oct. 2009-10 feb. 2010, Europalia International, Fonds Mercator, 2010.
- La Chine est un cheval et l’Univers une idée, Maurice Nadeau, 2010.[9]
- Le petit monde du Tchouang-Tseu, Picquier, 2010.
- Réflexions chinoises. Lettrés, stratèges et excentriques de Chine, Albin Michel, 2011.

### Traducciones
- Han Fei Zi ou Le tao du prince, présentation et traduction, Paris, Seuil, coll. « Points Sagesses », 1999
- L'Art de la guerre de Sun Tzu, Hachette, 2002 ; segunda edición con ilustraciones : Sun tzu, l'Art de la guerre, Nouveau monde Édition, 2010.[10]
- Éloge de l'anarchie par deux excentriques chinois : polémiques du troisième siècle, traduction et présentation, Éditions de l'Encyclopédie des nuisances, 2004
- Shang Yang, Le livre du Prince Shang, traduction et présentation, Flammarion, 2005
- Discours du Qi, texte historique de la Chine pré-impériale, traduction, édition bilingue français-chinois, ENS-LSH Édition, 2005
- Les Œuvres de Maître Tchouang, édition révisée et augmentée d'un échange de lettres avec Jean-François Billeter, Paris, Éditions de l'Encyclopédie des Nuisances, 2006/2010.
- Les 36 Stratagèmes, manuel secret de l'art de la guerre, traduction, présentation et commentaires, Payot & Rivages, 2007
- Les Sept Traités de la guerre, traduction et commentaires, Paris, Hachette, coll. « Pluriel », 2008.
- Le Lao Tseu suivi des Quatre Canons de l'Empereur Jaune, traduction et commentaires, Paris, Albin Michel, coll. « Spiritualité », 2009.
- Dispute sur le sel et le fer, présentation, traduction et annotations, Paris, Les Belles Lettres, coll. « Bibliothèque chinoise », 2010.
- Écrits de Maître Wen. Livre de la pénétration du mystère (Traduction), Les Belles Lettres, 2012.
- Lie Tseu, Les Fables de Maître Lie, Éditions de l'Encyclopédie des Nuisances, 2014.[11]
- Les Entretiens de Confucius et de ses Disciples, traduction et présentation, Paris, Albin Michel, Spiritualités vivantes, 2015.